# Джидда (аеропорт)

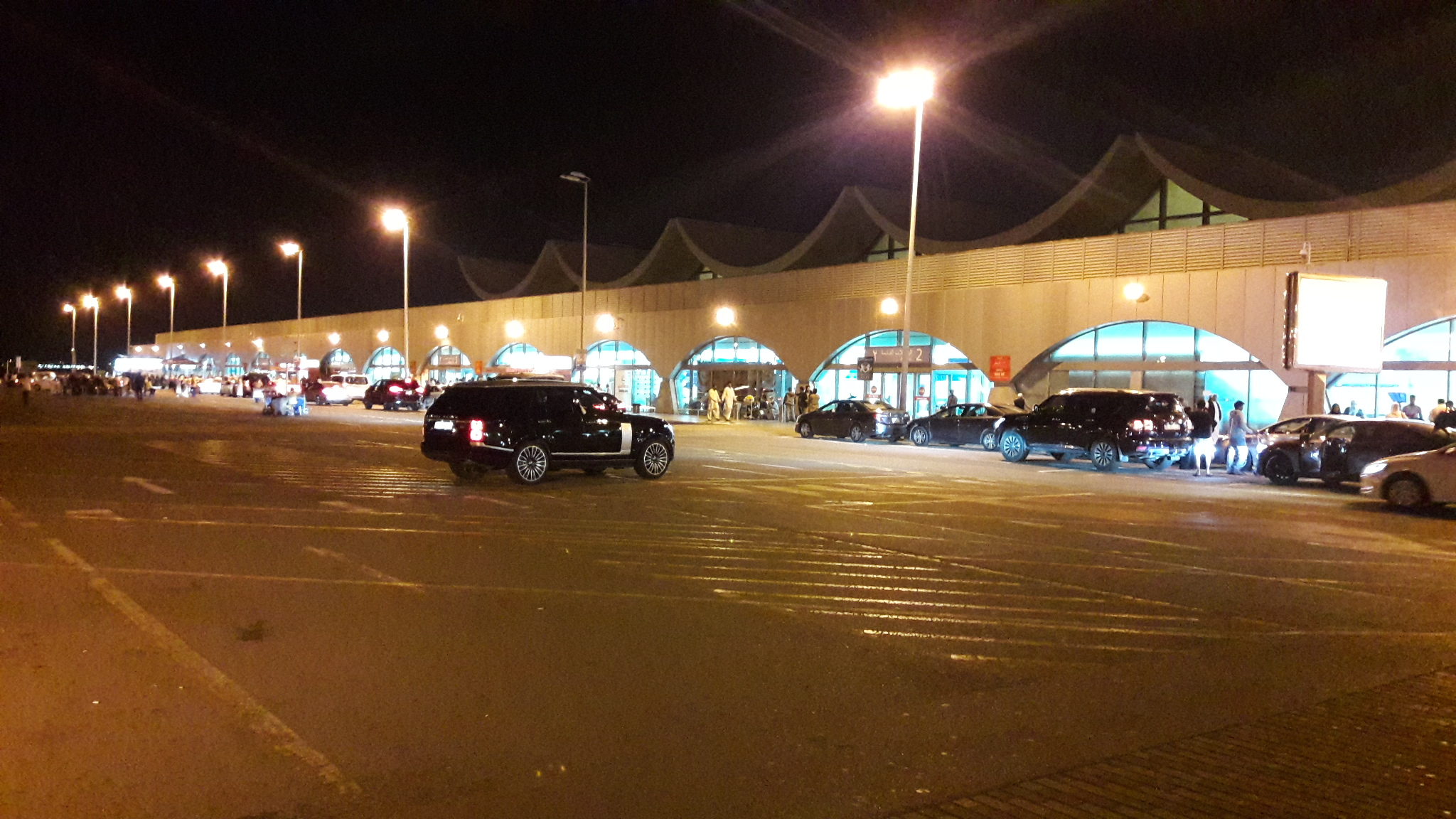
Північний термінал

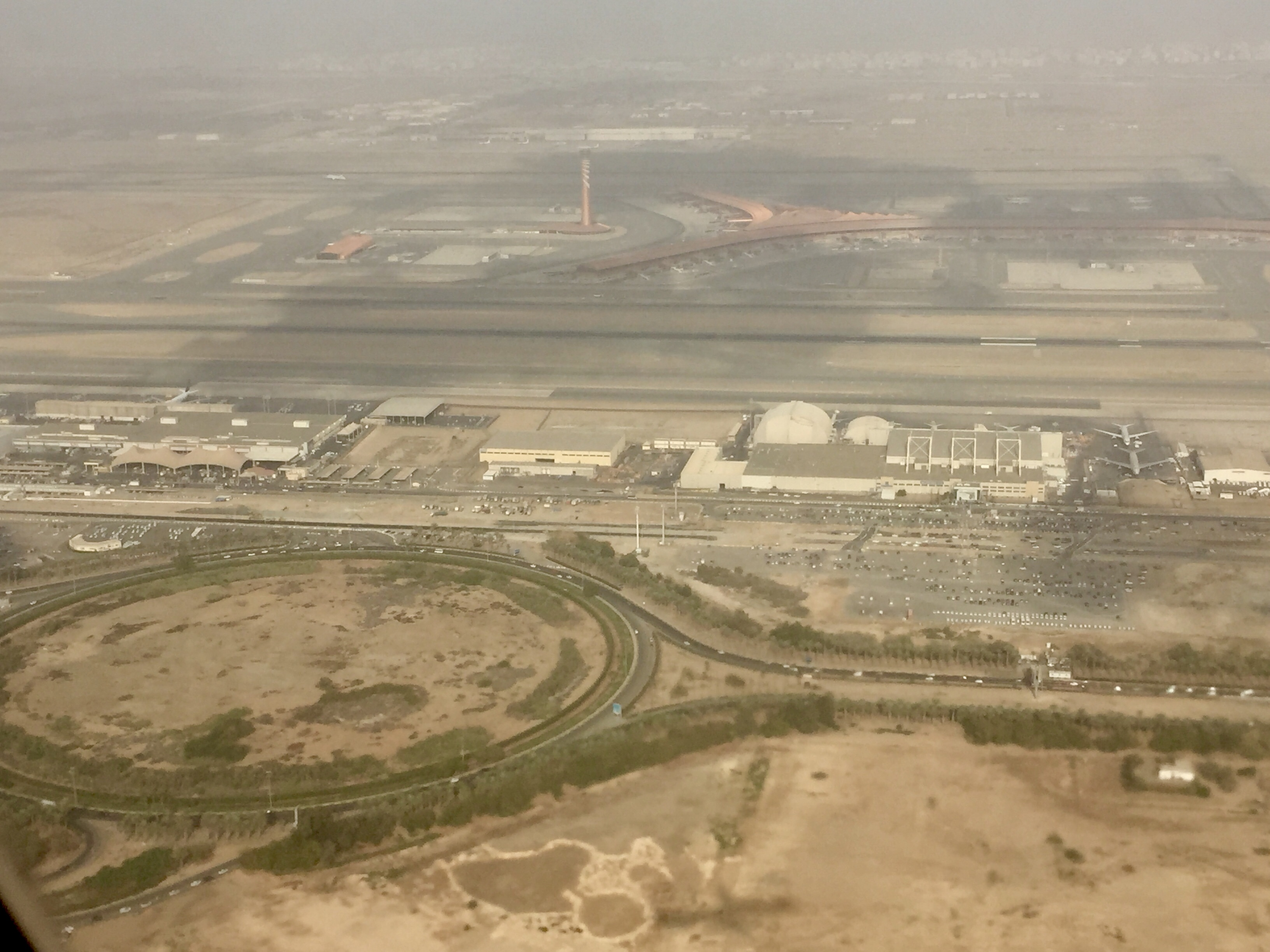
Південний термінал

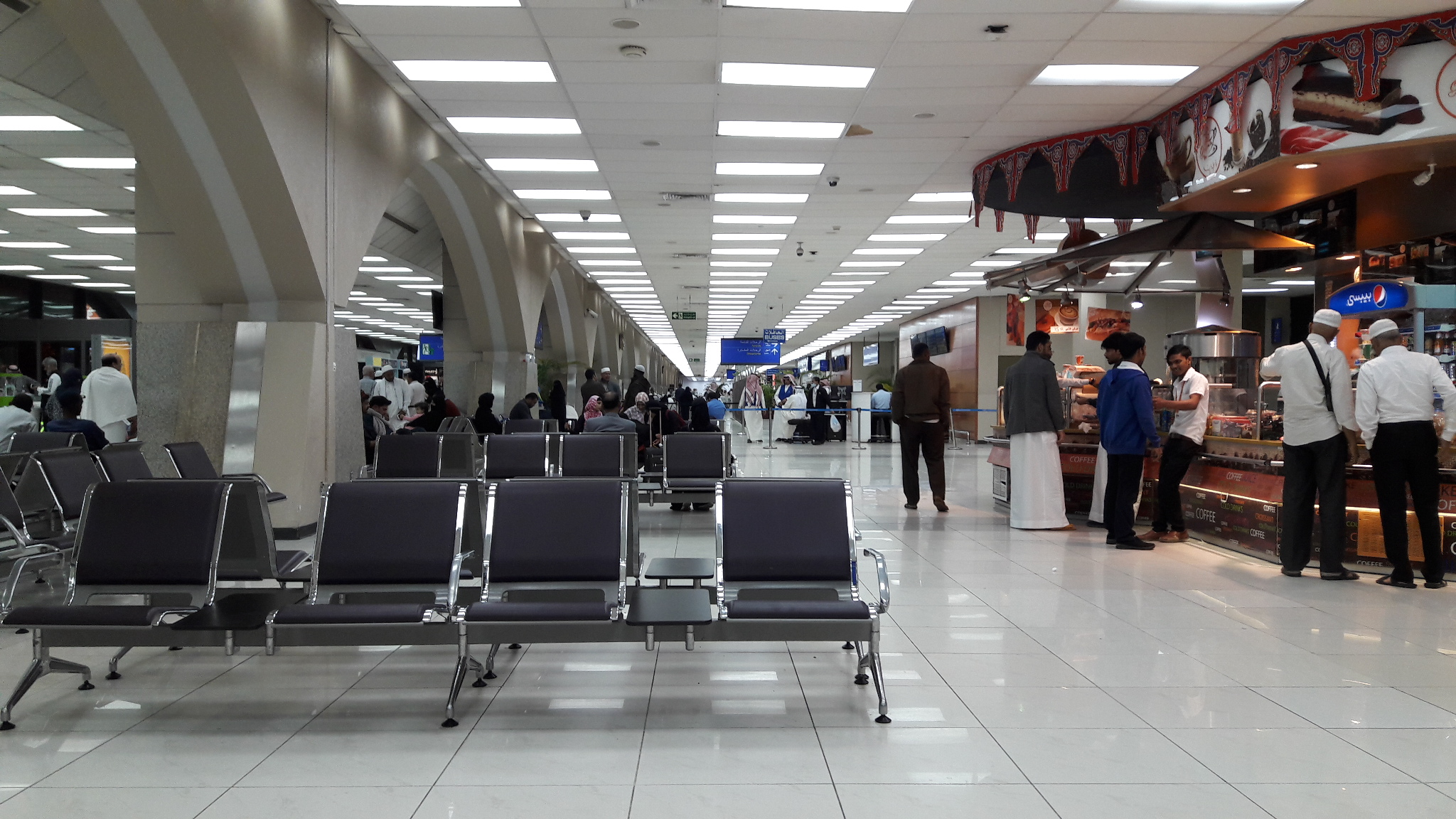
Північний термінал інтер'єр

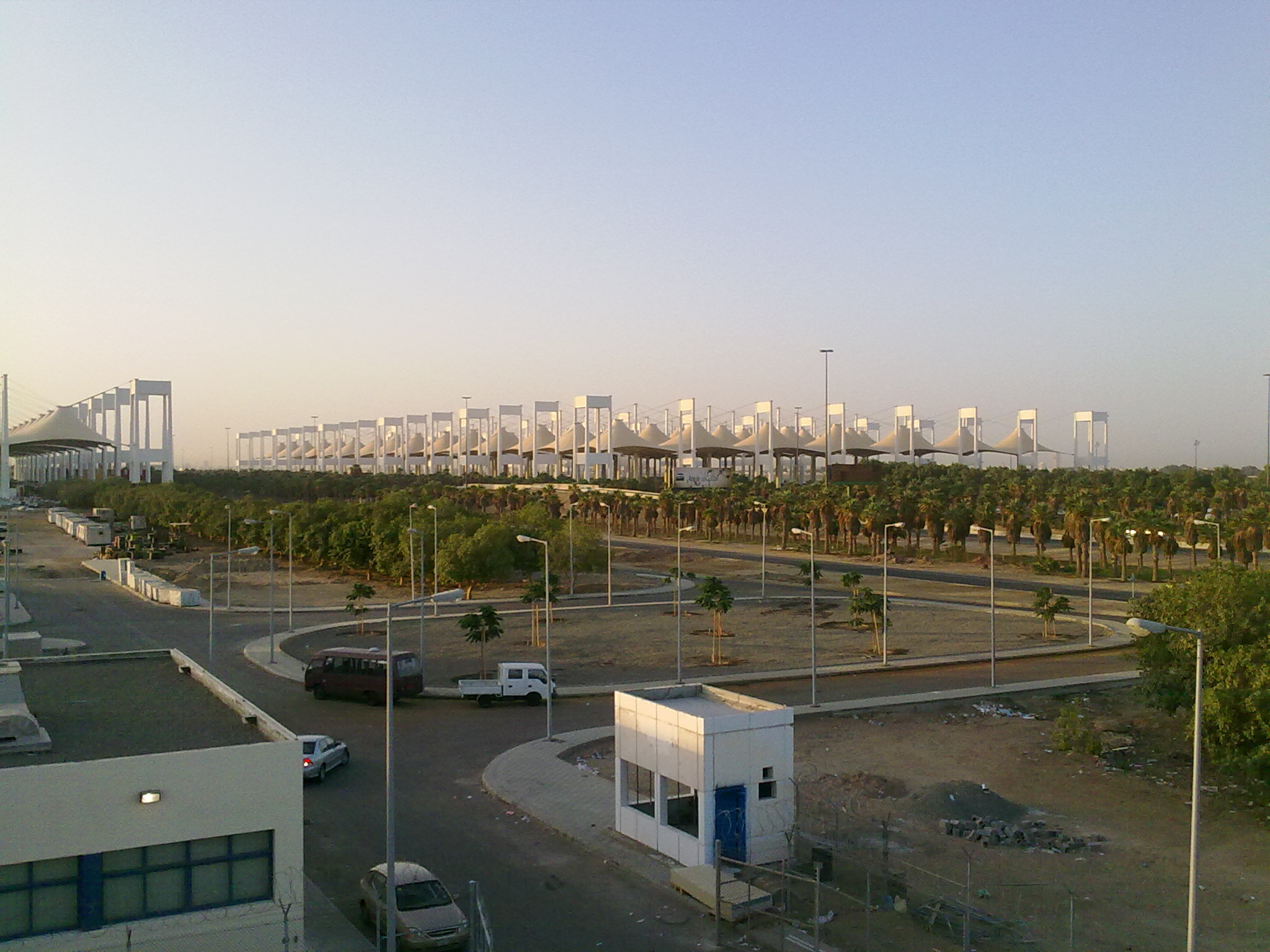
Хадж-термінал

Міжнародний аеропорт імені короля Абдель-Азіза (араб. مطار الملك عبدالعزيز الدولي) (IATA: JED, ICAO: OEJN) — саудівський міжнародний аеропорт, розташований за 19 км на північ від Джидди. Названий на честь короля Абдель-Азіза ібн Сауда та відкритий в 1981 році, аеропорт — найважливіший аеропорт Саудівської Аравії та третій за пасажжирообігом аеропорт у королівстві. Термінал Хадж в аеропорту був спеціально побудований для прочан-мусульман, які щороку їдуть у Мекку на Хадж.
Аеропорт є хабом для:
- flyadeal
- Flynas
- Saudia

## Опис
Аеропорт займає площу 105 км². Крім власне аеропорту, на цій площі міститься королівський термінал, споруди авіабази короля Абдалли військово-повітряних сил Королівства Саудівської Аравії та житло для персоналу аеропорту. Будівельні роботи в аеропорту розпочалися в 1974 та були завершені в 1980. 31 травня 1981 аеропорт відкрито для експлуатації після офіційного відкриття в квітні 1981 року.

## Термінали

### Новий термінал
В 2019 було відкрито новий термінал площею 810 000 м², до якого було передано низку внутрішніх рейсів, а 18 листопада Etihad Airways став першою несаудівською авіакомпанією, яка переїхала до нового терміналу.

### Хадж-термінал
Термінал один з найбільших у світі і може одночасно обслуговувати 80 000 пасажирів та займає площу 460,000 m².

### Інші термінали
- Південний термінал термінал обслуговує пасажирів авіаліній Saudia, Flynas, а також іноземних авіаперевізників Flyadeal, Garuda Indonesia, Kenya Airways, та Korean Air.
- Північний термінал використовують всі інші іноземні авіалінії.

## Авіалінії та напрямки, березень 2020

### Пасажирські
| Авіакомпанія                    | Пункт призначення |
| ------------------------------- | --- |
| Aegean Airlines                 | Афіни |
| Afriqiyah Airways               | Місурата,Триполі-Мітіга Сезонний: Байда, Бенгазі |
| Air Algérie                     | Алжир |
| Air Arabia                      | Рас-ель-Хайма, Шарджа |
| Air Arabia Egypt                | Александрія-Борг-ель-Араб, Асьют, Луксор, Сохаг |
| AirAsia X                       | Сезонний: Куала-Лумпур |
| Airblue                         | Карачі, Лахор, Мултан, Пешавар |
| Air Cairo                       | Александрія-Борг-ель-Араб, Асьют, Каїр, Сохаг |
| Air China                       | Хадж: Урумчі |
| Air India                       | Делі, Гайдарабад, Кочі, Кожикоде, Мумбай Хадж: Аурангабад, Бхопал |
| AnadoluJet                      | Стамбул-Сабіха Гекчен (з 29 березня 2020) |
| Ariana Afghan Airlines          | Кабул, Кандагар |
| Azerbaijan Airlines             | Сезонний чартер: Баку |
| Batik Air                       | Макасар, Медан, Суракарта |
| Biman Bangladesh Airlines       | Читтагонг, Дака Хадж: Сілет |
| British Airways                 | Лондон-Хітроу |
| Citilink                        | Сезонний: Медан, Семаранг, Сурабая, Суракарта |
| Daallo Airlines                 | Харгейса, Могадішо |
| EgyptAir                        | Александрія-Борг-ель-Араб, Каїр Сезонний: Шарм-ель-Шейх |
| Emirates                        | Дубай |
| Eritrean Airlines               | Асмара |
| Ethiopian Airlines              | Аддис-Абеба |
| Etihad Airways                  | Абу-Дабі Хадж: Аль-Айн |
| Flyadeal                        | Абха, Даммам, Касим, Ріяд, Табук |
| FlyBosnia                       | Сезонний: Сараєво |
| flydubai                        | Дубай |
| FlyEgypt                        | Александрія-Борг-ель-Араб, Асьют, Сохаг |
| Flynas                          | Абу-Дабі, Адана, Алжир, Амман, Багдад, Бейрут, Даммам, Дубай, Ербіль, Хатай, Хуфуф, Стамбул-Сабіха Гекчен, Джизан, Кано, Хартум, Кувейт, Медина, Ріяд, Шарджа, Шарм-ель-Шейх, Табук, Янбу Сезонний: Баку (з 19 травня 2020), Батумі (з 19 травня 2020), Кожикоде, Зальцбург (з 19 травня 2020), Сараєво, Тбілісі |
| Garuda Indonesia                | Джакарта Сезонний: Балікпапан, Банда-Ачех, Макасар, Медан, Паданг, Сурабая, Суракарта Хадж: Банджармасін, Палембанг |
| Gulf Air                        | Бахрейн |
| IndiGo                          | Бангалор (з 29 березня 2020), Делі, Кожикоде (з 29 березня 2020), Мумбай |
| Iran Air                        | Хадж: Бендер-Аббас, Бірджанд, Бушер, Горган, Ісфахан, Медина, Решт, Шираз, Урмія, Захедан |
| Iraqi Airways                   | Чартер: Багдад, Басра, Ербіль, Наджаф, Сулейманія |
| Jazeera Airways                 | Кувейт |
| Jet2.com                        | Hajj: Лідс/Бредфорд, Манчестер |
| Jubba Airways                   | Харгейса, Могадишо |
| Kabo Air                        | Хадж: Абуджа, Кано |
| Kam Air                         | Кабул, Кандагар |
| Kuwait Airways                  | Кувейт |
| Libyan Airlines                 | Сезонний: Бенгазі, Триполі-Мітіга |
| Libyan Wings                    | Чартер: Триполі |
| Lion Air                        | Сезонний: Балікпапан, Банда-Ачех, Макасар, Паданг, Палембанг, Пеканбару, Сурабая, Суракарта |
| Malaysia Airlines               | Куала-Лумпур Хадж: Алор-Сетар, Джохор, Куала-Тренґану, Пенанг |
| Max Air                         | Хадж: Кано |
| Middle East Airlines            | Бейрут |
| Nesma Airlines                  | Хаїль |
| Nile Air                        | Александрія-Борг-ель-Араб, Асьют, Асуан, Каїр, Луксор, Сохаг |
| Nordwind Airlines               | Москва-Шереметьєво |
| Oman Air                        | Маскат, Салала |
| Pakistan International Airlines | Фейсалабад, Ісламабад, Карачі, Лахор, Мултан, Пешавар, Кветта, Сіялкот Хадж: Рагім'яр-Хан, Бахавалпур |
| Palestinian Airlines            | Ель-Аріш |
| Pegasus Airlines                | Сезонний: Трабзон |
| Qeshm Airlines                  | Хадж: Тегеран-Імам Хомейні |
| Royal Air Maroc                 | Касабланка Хадж: Рабат, Танжер |
| Royal Brunei Airlines           | Сезонний: Бруней |
| Royal Jordanian                 | Амман |
| SalamAir                        | Маскат, Салала |
| Saudia                          | Абха, Абу-Дабі, Аддис-Абеба, Ель-Баха, Александрія-Борг-ель-Араб, Алжир, Ель-Джауф, Ель-Ула, Ель-Ваджх, Амман, Амстердам (з 29 березня 2020), Анкара, Арар, Афіни, Багдад, Бахрейн, Бейрут, Бенгалуру, Бхопал, Біша, Каїр, Касабланка, Ченнаї, Коломбо, Даммам, Давадімі, Делі, Дака, Дубай, Ербіль, Франкфурт, Кассім, Женева, Гуанчжоу, Курайят, Хаїль, Хуфуф, Гайдарабад, Ісламабад, Стамбул, Джакарта, Джизан, Йоганнесбург–О.Р. Тамбо, Кано, Карачі, Хартум, Кочі, Кожикоде, Куала-Лумпур, Кувейт, Лахор, Лондон-Хітроу, Лос-Анджелес, Лакхнау, Мадрид, Мале, Манчестер, Маніла, Маврикій, Медан, Медина, Мілан-Мальпенса, Мультан, Мумбай, Мюнхен, Найробі, Наджран, New York–JFK, Париж-Шарль де Голль, Порт-Судан, Кайсума, Рафха, Ріяд, Рим-Ф'юмічіно, Шарм-ель-Шейх, Шарура, Сингапур, Табук, Таїф, Туніс, Тураїф, Відень, Ваді-аль-Давасір, Вашингтон-Даллес Сезонний: Адана, Агадір, Ахмедабад, Ахваз, Аннаба, Батам, Константіна, Фес, Гардая, Ізмір, Колката, Малага (з 9 червня 2020), Марракеш, Мешхед, Оран, Рабат, Сурабая, Тебриз, Танжер |
| SaudiGulf Airlines              | Багдад, Даммам, Ербіль |
| SCAT Airlines                   | Алмати |
| Scoot                           | Сингапур |
| SpiceJet                        | Ахмедабад, Делі, Гайдарабад, Кожикоде, Мумбай Хадж: Срінагар |
| SriLankan Airlines              | Коломбо |
| Sudan Airways                   | Хартум |
| Syrian Arab Airlines            | Хадж: Дамаск |
| Tarco Airlines                  | Хартум |
| Thai Airways                    | Hajj: Бангкок-Суварнабхумі, Наратхіват, Крабі, Хат'яй |
| Tunisair                        | Туніс |
| Turkish Airlines                | Стамбул, Стамбул-Сабіха Гекчен (завершення 28 березня 2020) Hajj: Адана, Анкара, Анталія, Бурса, Денізлі, Діярбакир, Ерзурум, Газіантеп, Испарта, Ізмір, Кайсері, Конья, Самсун, Сівас, Трабзон, Ван |
| Turkmenistan Airlines           | Ашгабат (з 26 квітня 2020) |
| Utair Aviation                  | Хадж: Магас, Казань |
| Uzbekistan Airways              | Ташкент |
| Yemenia                         | Аден |

### Вантажні
| Авіакомпанія                  | Пункт призначення |
| ----------------------------- | --- |
| Air France Cargo              | Даммам, Гонконг, Париж-Шарль де Голль |
| DHL International Aviation ME | Бахрейн |
| Ethiopian Airlines Cargo      | Аддис-Абеба |
| Lufthansa Cargo               | Франкфурт, Шарджа |
| Saudia Cargo                  | Аддис-Абеба, Амстердам, Брюссель, Даммам, Дака, Франкфурт, Гуанчжоу, Гонконг, Йоганнесбург-ОР Тамбо, Хартум, Кожикоде, Маастрихт, Лагос, Лакхнау, Мілан-Мальпенса, Мумбай, Найробі, New York–JFK, Нджамена, Ріяд, Шанхай-Пудун, Шарджа |